# Bram Bogart
Pour les articles homonymes, voir Bogart (homonymie).
Bram Bogart (12 juillet 1921 - 2 mai 2012) est un artiste belge (néerlandais de naissance) expressionniste, étroitement associé au groupe CoBrA.

## Débuts et formation
Abraham van den Boogaart est né à Delft, aux Pays-bas, le fils d'Abraham van den Boogaart, un forgeron. Il a suivi des cours dans une école technique, et été formé au métier de décorateur, tout en suivant des cours de dessin par correspondance.

## Carrière
À la fin de ses études, Bogart travaille dans la publicité à Rotterdam. Après la Seconde Guerre mondiale, âgé de 25 ans, il s'installe à Paris, France , où il est parmi les fondateurs de l'Art Informel, et a son atelier aux côtés des peintres Guillaume Corneille, Karel Appel, Dora Tuynman, au 20 rue Santeuil[réf. nécessaire]. D'abord, il expérimente le cubisme et le dessin figuratif, peignant des fleurs, des natures mortes et des autoportraits. Dans les années 1950, il commence à travailler avec des empâtements. En utilisant d'épaisses couches de peinture colorée, il développe un style expressionniste qui devient de plus en plus abstrait avec le temps.
En 1961, avec sa future femme Leni, il s'installe de façon permanente en Belgique, et en 1969, devient citoyen belge. Alors, il commence des travaux en trois dimensions, avec un mélange de mortier, de siccatif, de poudre de craie, de vernis, et des pigments, appliqué sur de grandes et lourdes structures en bois,.
Bogart a exposé fréquemment à Anvers et à Gand. En 1971, il a représenté la Belgique à la Biennale de Venise.
En 2011, les Bogart ont présenté une exposition pour fêter son 90e anniversaire, avec une présentation de ses peintures monochromes, à la Bernard Jacobson Gallery de Londres. Une rétrospective de son travail a également été exposée à la Galerie Jean-Luc et Takako Richard à Paris. Bogart est mort le 2 mai 2012 à Saint-Trond, en Belgique, à l'âge de 90 ans.